# Conseil constitutionnel (Maroc)
Ne pas confondre avec le Conseil constitutionnel créé en 1960 sous Mohammed V afin de préparer la première Constitution du Maroc, qui vit le jour sous Hassan II deux ans plus tard.
Pour les autres articles nationaux ou selon les autres juridictions, voir Conseil constitutionnel.
Au Maroc, le Conseil constitutionnel (arabe : المجلس الدستوري) est une institution constitutionnelle marocaine créée en 1992. À cette date, elle vient remplacer la chambre constitutionnelle de la cour suprême.
Sa mission principale se porte sur le contrôle de la régularité des élections nationales et référendums.
Depuis la Constitution marocaine de 2011, elle est remplacée par la Cour Constitutionnelle.

## Historique
Au Maroc, l’institution de la justice constitutionnelle est un fait ancien qui s'est produit à l'aube de l'indépendance. C’est en effet dans le cadre de la première Constitution, promulguée en décembre 1962 que fut créée au sein de la plus haute juridiction du pays, la Cour suprême, une nouvelle Chambre, la Chambre constitutionnelle chargée notamment du contrôle de la constitutionnalité des lois.
L’article 103 de la constitution marocaine de 1962 lui attribuait la charge de statuer « sur la régularité de l’élection des membres du Parlement et des opérations de référendum », en plus de ses compétences relatives au contrôle de la constitutionnalité des lois organiques avant leur promulgation, celle des Règlements intérieurs du Parlement avant leur mise en application.

## Structure

### Organisation
Le Conseil constitutionnel est d’abord régi par la Constitution, qui définit notamment les bases de son organisation, ses attributions essentielles ainsi que l’effet de ses décisions. Il y a ensuite les lois organiques qui déterminent les règles touchant les divers aspects de son organisation et
de son fonctionnement.

### Composition
| Nom                             | Mandat     | Nommé par        |
| ------------------------------- | ---------- | ---------------- |
| Mohamed Achergui - Président    | 2008-2017  | le Roi           |
| Mhammed Dasser                  | 2011-2020  | le Roi           |
| Mohammed Qasri                  | 2011-2020  | le Roi           |
| Chbihana Hamdati Maa El ainaine | 2005- 2014 | le Roi           |
| Leila Lamrini                   | 2005-2014  | le Roi           |
| Mohamed Seddiqi                 | 2008-2017  | le Roi           |
| Maa El Ainine Chiba             | 2011-2020  | le Pt de La C.B. |
| Amine Demnati                   | 2005-2014  | le Pt de La C.B. |
| Rachid Lemdaouar                | 2008-2017  | le Pt de La C.B. |
| Mohammed Aterguine              | 2011-2020  | le Pt de La C.H. |
| Moulay Rchid Abderrazzaq        | 2005-2014  | le Pt de La C.H. |
| Mohammed Amine Benabdallah      | 2008-2017  | le Pt de La C.H. |

#### Les membres du Conseil

##### La nomination des membres
Le Conseil constitutionnel marocain est composé, depuis la réforme constitutionnelle de 1996, de douze membres; six nommés par le Roi pour une durée de neuf ans et six désignés pour la même durée, moitié par le Président de la Chambre des Représentants (chambre basse), moitié par le Président de la Chambre des conseillers (chambre haute), après consultation des groupes parlementaires. Chaque catégorie de membres est renouvelable par tiers tous les trois ans.

#### Le Président du Conseil Constitutionnel
Le Président du Conseil Constitutionnel est choisi par le Roi parmi les membres qu'Il nomme. Son mandat n'est pas renouvelable.

### Grandes décisions du Conseil constitutionnel
- Abderrahmane Amalou, membre du Conseil constitutionnel, devenu ministre de la Justice dans le gouvernement Filali II a ainsi été déclaré démissionnaire d'office par le Conseil constitutionnel, décision n° 63/95.